# Ctenochira subcrassa
Ctenochira subcrassa là một loài tò vò trong họ Ichneumonidae.